# 龙宫站
龍宮站（：／ Yonggung yeok */?）是慶北線沿線的一座鐵路車站，位於韓國庆尚北道醴泉郡龍宮面，有無窮花號列車停靠。

## 历史
- 1928年11月1日 - 落成使用。
- 1944年10月1日 - 停止使用。
- 1966年1月27日 - 恢复使用[1]。

## 相鄰車站
韓國鐵道公社
慶北線
店村－龍宮－開浦